# 师古亭
29°59′36.46″N 121°26′56.14″E / 29.9934611°N 121.4489278°E
师古亭位于中国浙江省宁波市江北区慈城镇慈湖湖心堤上，清朝建筑，建于乾隆三十七年（1772年），由知县胡观澜建，1985年重修，亭为六角形重檐攒尖顶廊亭，副阶面阔4.2米，内柱间距2.88米，内柱高4.51米，1986年5月公布为江北区文物保护单位:265。